# 사우던 미얀마 FC
사우던 미얀마 FC(버마어: ဆောက်သန်းမြန်မာ ယူနိုက်တက် ဘောလုံးအသင်း)는 모울메인을 연고로 하는 미얀마의 축구단이다. 현재는 미얀마 내셔널리그에 참가하고 있다.